# Басков, Михаил Николаевич
Михаи́л Никола́евич Баско́в (17 октября 1918, Красноярск, Енисейская губерния — 25 февраля 2002, Железногорск, Красноярский край) — советский воин-танкист во время Великой Отечественной войны, Герой Советского Союза (13.09.1944). Старшина.

## Биография
Михаил Басков родился 17 октября 1918 года в Красноярске в рабочей семье. После окончания начальной школы работал слесарем на Красноярском машиностроительном заводе. В сентябре 1938 года он был призван на службу в Рабоче-крестьянскую Красную Армию Кировским районным военным комиссариатом города Красноярска. В 1940 году был демобилизован. В начале Великой Отечественной войны в армию призван не был как один из лучших работников оборонного завода «Красмаш».

## Великая Отечественная война
В 1942 году был повторно призван В Красную Армию и направлен в тыловую танковую часть. С декабря 1943 года — на фронтах Великой Отечественной войны. Участвовал в боях на 1-м и 2-м Украинском фронтах. Принимал участие в Корсунь-Шевченковской операции.
К марту 1944 года ефрейтор Михаил Басков был механиком-водителем танка 51-го отдельного мотоциклетного батальона (16-го танкового корпуса, 2-й танковой армии, 2-го Украинского фронта). Отличился во время Уманско-Ботошанской операции. 15 марта 1944 года батальон Баскова вышел на подступы к станции Вапнярка, Томашпольского района, Винницкой области, Украинской ССР. С целью не дать немецким войскам занять оборонительные позиции вокруг станции бойцы батальона атаковали их. Танк Баскова первым ворвался на станцию, где, двигаясь на большой скорости, не давал противнику поразить его, огнём и гусеницами уничтожив 2 миномётные батареи и около 120 солдат и офицеров противника. Затем танк Баскова принял участие в уничтожении отступающих немецких подразделений. На станции Басковым было захвачено более чем 100 автомашин, конный обоз с боеприпасами, склады, вагоны, тяжёлое вооружение.
Указом Президиума Верховного Совета СССР от 13 сентября 1944 года ефрейтор Михаил Басков был удостоен высокого звания Героя Советского Союза с вручением ордена Ленина и медали «Золотая Звезда» за номером 5119.
Участвовал также в Белорусской, Висло-Одерской, Берлинской операциях. Во время боёв за Берлин младший сержант Басков был старшиной танковой роты 18-го гвардейского отдельного мотоциклетного батальона 12-го гвардейского танкового корпуса. Несмотря на огонь противника, он бесперебойно доставлял на позиции роты горячую пищу, боеприпасы, горюче-смазочные материалы. 28 апреля 1945 года на одной из улиц Берлина на двигавшегося с полевой кухней Баскова напали шесть вражеских солдат, которых он уничтожил огнём из автомата. В 1945 году Басков в звании старшины был уволен в запас.

## Дальнейшая судьба
Проживал в Красноярске, работал на оборонных заводах. Затем переехал в Норильск, где работал в речном порту прорабом, начальником административно-хозяйственной и бытовой части, начальником технического снабжения, начальником профсоюзного комитета порта. С 1951 года — начальник отдела снабжения в доме отдыха «Таежный» Норильского речного порта. В 1947 году вступил в ВКП(б).
В 1955 году переехал в Красноярск-26 (ныне — Железногорск), работал старшим мастером в энергоуправлении треста «Сибхимстрой». С 1963 года Басков работал диспетчером в специализированном управлении стройтреста. В 1978 году вышел на пенсию. Проживал в Железногорске. Умер 25 февраля 2002 года, похоронен в Железногорске.

## Награды
Был также награждён орденом Красного Знамени (3.09.1944), орденами Отечественной войны 1-й (11.03.1985) и 2-й степеней (28.04.1945), а также рядом медалей.

## Память
На доме в Железногорске, в котором проживал Басков, в 2005 году была установлена мемориальная доска. С 2002 года проводится ежегодный общероссийский турнир по боксу памяти Героя Советского Союза Михаила Николаевича Баскова.